# Phil Batt
Philip Eugene "Phil" Batt, född 4 mars 1927 i Wilder, Idaho, död 4 mars 2023, var en amerikansk republikansk politiker. Han var viceguvernör i Idaho 1979–1983 och Idahos guvernör 1995–1999.
Batt växte upp på en farm i Wilder där många av jordbruksarbetarna var av mexikansk härkomst, under krigstiden förekom det även japanska och tyska krigsfångar. Redan på 1960-talet i delstaten Idahos senat profilerade sig Batt som en förespråkare för närmare relationer mellan olika etniska grupper och medborgerliga samt farmarbetarnas rättigheter. Idaho hade ett rykte för högerextremism och också inom republikanerna var det många som hade en annan syn än Batt i medborgarrättsfrågorna.
Batt efterträdde 1979 William J. Murphy som viceguvernör och efterträddes 1983 av David H. Leroy. I guvernörsvalet 1994 nominerade demokraterna Larry EchoHawk som hade som målsättning att bli Idahos första guvernör av indianhärkomst. Batt vann republikanernas primärval med 48 procent av rösterna och besegrade sedan EchoHawk i själva guvernörsvalet med över 52 procent av rösterna. Batt efterträdde sedan 1995 Cecil D. Andrus som guvernör och efterträddes 1999 av Dirk Kempthorne.